# Malinówka (Ostrybór)
Malinówka – kolonia wsi Ostrybór w Polsce, położona w województwie mazowieckim, w powiecie garwolińskim, w gminie Wilga.
Kolonia należy do rzymskokatolickiej parafii Wniebowzięcia Najświętszej Maryi Panny w Wildze.
W latach 1975–1998 kolonia należała administracyjnie do województwa siedleckiego.
Nazwa Malinówka pochodzi od nazwiska jednego z pierwszych mieszkańców pana Malinowskiego.